# Grammofon
"Grammofon" je druhý singl z EP Parim Päev od Getter Jaani. Autorem singlu je Sven Lõhmus, který byl zároveň i jeho producentem. Byl vydán dne 4. června 2010. Obsahuje jej také druhé album Rockefeller Street.